# Richard Widmark
Richard Widmark (født 26. december 1914, død 24. marts 2008) var en amerikansk skuespiller, der brød igennem med en Oscar-nomineret præstation som den ondskabsfuldt leende gangster i filmen Kiss of Death (1947), og siden har spillet hovedroller i en lang række film, samt i sin egen tv-serie, Madigan (1972). 
Han huskes især som anklageren, der prøver at få fire nazibødler dømt i retssagsdramaet Judgment at Nuremberg (1961), og som den heroiske Jim Bowie, der sammen med Davy Crockett (John Wayne) holder stand mod den mexicanske hær, der har invaderet Texas i den stort opsatte westernfilm The Alamo (1960).
I hospitalsthrilleren Coma (1978) er han den skruppelløse overlæge Dr. Harris, og i djælvegyseren To the Devil a Daughter (1976), som blev Hammer-studiets største kommercielle succes, spiller han forfatteren John Verney, der frelser en ung nonne (Nastassja Kinski) fra Satan.

## Filmografi

### Films
| År   | Titel                               | Rolle                                           | Noter |
| ---- | ----------------------------------- | ----------------------------------------------- | --- |
| 1947 | Kiss of Death                       | Tommy Udo                                       | Film debut Golden Globe Award for Most Promising Newcomer Nominated—Academy Award for Best Supporting Actor |
| 1948 | The Street with No Name             | Alec Stiles                                     | |
| 1948 | Road House                          | Jefferson T. "Jefty" Robbins                    | |
| 1948 | Yellow Sky                          | Dude                                            | |
| 1949 | Down to the Sea in Ships            | First Mate Dan Lunceford                        | |
| 1949 | Slattery's Hurricane                | Lt. Willard Francis Slattery                    | |
| 1950 | Night and the City                  | Harry Fabian                                    | |
| 1950 | Panic in the Streets                | Lt. Cmdr. Clinton "Clint" Reed M.D.             | |
| 1950 | No Way Out                          | Ray Biddle                                      | Co-starring Sidney Poitier                                                                                  |
| 1951 | Halls of Montezuma                  | Lt. Anderson                                    | |
| 1951 | The Frogmen                         | Lt. Cmdr. John Lawrence                         | |
| 1952 | Red Skies of Montana                | Cliff Mason                                     | |
| 1952 | Don't Bother to Knock               | Jed Towers                                      | |
| 1952 | O. Henry's Full House               | Johnny Kernan                                   | Segment: "The Clarion Call"                                                                                 |
| 1952 | My Pal Gus                          | Dave Jennings                                   | |
| 1953 | Destination Gobi                    | CPO Samuel T. McHale                            | |
| 1953 | Pickup on South Street              | Skip McCoy                                      | |
| 1953 | Take the High Ground!               | Sgt. Thorne Ryan                                | |
| 1954 | Hell and High Water                 | Capt. Adam Jones                                | |
| 1954 | Garden of Evil                      | Fiske                                           | |
| 1954 | Broken Lance                        | Ben Devereaux                                   | |
| 1955 | A Prize of Gold                     | Sergeant Joe Lawrence                           | |
| 1955 | The Cobweb                          | Dr. Stewart "Mac" McIver                        | |
| 1956 | Backlash                            | Jim Slater                                      | |
| 1956 | Run for the Sun                     | Michael "Mike" Latimer                          | |
| 1956 | The Last Wagon                      | Comanche Todd                                   | |
| 1957 | Saint Joan                          | The Dauphin, Charles VII                        | |
| 1957 | Time Limit                          | Col. William Edwards                            | Producer |
| 1958 | The Law and Jake Wade               | Clint Hollister                                 | |
| 1958 | The Tunnel of Love                  | August "Augie" Poole                            | |
| 1959 | The Trap                            | Ralph Anderson                                  | |
| 1959 | Warlock                             | Johnny Gannon                                   | |
| 1960 | The Alamo                           | Colonel Jim Bowie                               | |
| 1961 | The Secret Ways                     | Michael Reynolds                                | Producer; uncredited director                                                                               |
| 1961 | Two Rode Together                   | First Lt. Jim Gary                              | |
| 1961 | Judgment at Nuremberg               | Col. Tad Lawson                                 | |
| 1962 | How the West Was Won                | Mike King                                       | |
| 1964 | The Long Ships                      | Rolfe                                           | Second film with Sidney Poitier                                                                             |
| 1964 | Flight from Ashiya                  | Lt. Col. Glenn Stevenson USAF                   | |
| 1964 | Cheyenne Autumn                     | Capt. Thomas Archer                             | |
| 1965 | The Bedford Incident                | Captain Eric Finlander USN                      | Producer; third film with Sidney Poitier                                                                    |
| 1966 | Alvarez Kelly                       | Col. Tom Rossiter                               | |
| 1967 | The Way West                        | Lije Evans                                      | |
| 1968 | Madigan                             | Det. Daniel Madigan                             | |
| 1969 | Death of a Gunfighter               | Marshal Frank Patch                             | |
| 1969 | A Talent for Loving                 | Major Patten                                    | |
| 1970 | The Moonshine War                   | Dr. Emmett Taulbee                              | |
| 1972 | When the Legends Die                | Red Dillon                                      | |
| 1974 | Murder on the Orient Express        | Samuel Ratchett aka Lanfranco Cassetti          | |
| 1976 | To the Devil a Daughter             | John Verney                                     | |
| 1976 | The Sell Out                        | Sam Lucas                                       | |
| 1977 | Twilight's Last Gleaming            | Gen. Martin MacKenzie – Commander in Chief, SAC | |
| 1977 | The Domino Principle                | Tagge                                           | |
| 1977 | Rollercoaster                       | Agent Hoyt                                      | |
| 1978 | Coma                                | Dr. Harris                                      | |
| 1978 | The Swarm                           | Gen. Slater                                     | |
| 1979 | Bear Island                         | Otto Gerran                                     | |
| 1982 | National Lampoon Goes to the Movies | Stan Nagurski                                   | "Municipalians"                                                                                             |
| 1982 | Hanky Panky                         | Ransom                                          | Directed by Sidney Poitier                                                                                  |
| 1982 | Who Dares Wins                      | Secretary of State Arthur Currie                | |
| 1984 | Against All Odds                    | Ben Caxton                                      | |
| 1991 | True Colors                         | Sen. James Stiles                               | Final theatrical film role                                                                                  |

### Tv
| År        | Titel                          | Rolle                    | Noter                                                                                           |
| --------- | ------------------------------ | ------------------------ | ----------------------------------------------------------------------------------------------- |
| 1955      | I Love Lucy                    | Himself                  | TV series; "The Tour"                                                                           |
| 1971      | Vanished                       | President Paul Roudebush | TV movie Nominated—Primetime Emmy Award for Outstanding Lead Actor in a Limited Series or Movie |
| 1972–1973 | Madigan                        | Sgt. Dan Madigan         | TV series; 6 episodes Based on the 1968 film of the same name                                   |
| 1973      | Brock's Last Case              | Lieutenant Max Brock     | TV movie                                                                                        |
| 1974–1975 | The Lives of Benjamin Franklin | Benjamin Franklin        | TV mini-series                                                                                  |
| 1975      | The Last Day                   | Will Spence              | TV movie                                                                                        |
| 1979      | Mr. Horn                       | Al Sieber                | TV movie                                                                                        |
| 1980      | All God's Children             | Judge Parke Denison      | TV movie                                                                                        |
| 1981      | A Whale for the Killing        | Tom Goodenough           | TV movie                                                                                        |
| 1985      | Blackout                       | Joe Steiner              | TV movie                                                                                        |
| 1987      | A Gathering of Old Men         | Sheriff Mapes            | TV movie                                                                                        |
| 1988      | Once Upon a Texas Train        | Captain Owen Hayes       | TV movie                                                                                        |
| 1989      | Cold Sassy Tree                | Enoch Rucker Blakeslee   | TV movie                                                                                        |
| 1992      | Lincoln                        | Ward Hill Lamon (voice)  | TV movie Final acting role                                                                      |
| 1995      | Wild Bill: Hollywood Maverick  | Himself                  | TV documentary                                                                                  |
| 2002      | Dobe and a Company of Heroes   | Himself                  | TV documentary                                                                                  |